# Гастеллово
Гастеллово (нем. Groß Friedrichsdorf, лит. Metežerynai) — посёлок в Славском районе Калининградской области. Входит в состав Славского городского поселения.

## Население
| 1933 | 1939  | 2002 | 2010 |
| ---- | ----- | ---- | ---- |
| 1063 | ↗1196 | ↘895 | ↗899 |

В 1938 году население Гросс Фридрихсдорфа составляло 1196 жителей.

## История
В конце XVII — начале XVIII веков посёлок Гросс Фридрихсдорф посещал царь Пётр I. В начале XIX века — королева Луиза.

## Достопримечательности
- Лютеранская кирха в романском стиле с башней была построена в Гросс Фридрихсдорфе в 1902-1903 годах на месте старой деревянной, освящена 17 мая 1903 года.
- Начальная школа в стиле Баухаус была построена в 1930-1933 годах. По окончании войны, в 1946 году, прошли первые уроки советской школы Гастеллово. Школа прекратила своё существование в 2006 году.